# Georg Krukenberg
Georg Heinrich Peter Krukenberg (Calbe, 16 dicembre 1856 – Bonn, 4 dicembre 1899) è stato un ginecologo tedesco.
Era nipote del patologo Peter Krukenberg e fratello dell'ortopedico Hermann Krukenberg e del medico Friedrich Krukenberg. Suo figlio fu Gustav Krukenberg, comandante tedesco durante la battaglia di Berlino.
Docente di ginecologia a Bonn, fu studioso dei problemi riguardanti il parto.